# Georgia Damasioti
Georgia Damasioti (lyssna (fil), grekiska: Γεωργία Δαμασιώτη), född 2 juli 2003, är en grekisk simmare.

## Karriär
Vid europamästerskapen i simsport 2024 tog Damasioti silver på 100 meter fjärilsim.